# Mariä Himmelfahrt (Markt Wald)

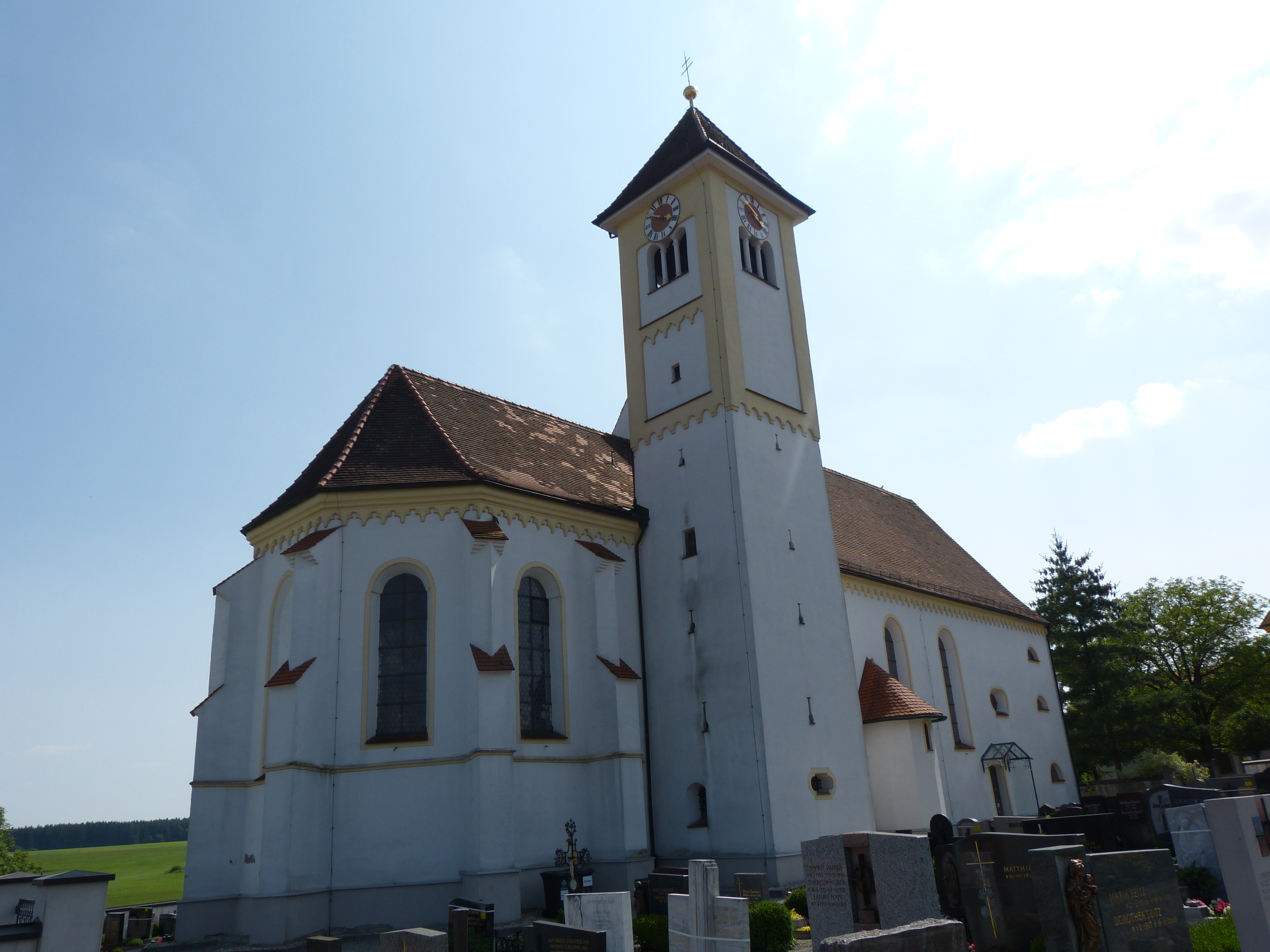
Kirche Mariä Himmelfahrt in Markt Wald

Die katholische Pfarrkirche Mariä Himmelfahrt steht am Südrand des Ortes Markt Wald im Landkreis Unterallgäu (Bayern). Das im 15. Jahrhundert errichtete Kirchengebäude steht unter Denkmalschutz und trägt das Patrozinium Mariä Himmelfahrt, das am 15. August begangen wird. Um den Jahrhundertwechsel vom 17. zum 18. Jahrhundert fand eine Barockisierung der Kirche statt. Gegen Ende des 19. Jahrhunderts wurde die Kirche im neuromanischen Stil umgestaltet. Das derzeitige Erscheinungsbild, mit teilweise moderner Ausstattung, bekam Mariä Himmelfahrt Mitte der 1950er Jahre.

## Geschichte

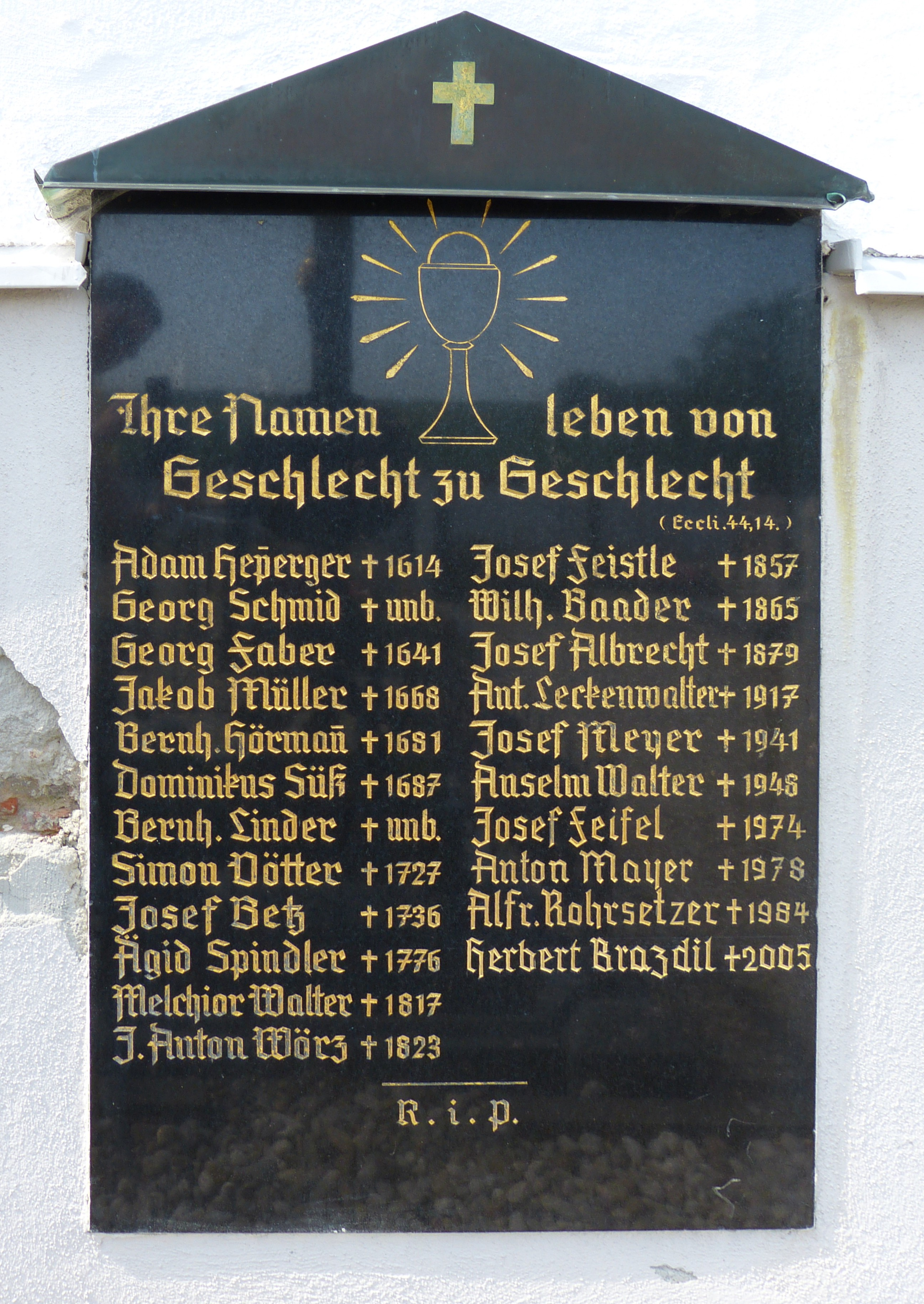
Gedenktafel für die Pfarrer von Markt Wald

Im südlichen Ortsteil von Markt Wald, Soler genannt, soll sich ursprünglich eine Wallfahrtskapelle befunden haben, eine Filiale von Steinekirch. Im Jahr 1465 wird erstmals ein Pfarrer erwähnt, das Patronatsrecht über die Kirche lag bei der Herrschaft Wald.
Der Bau der bestehenden Kirche erfolgte im späten 15. Jahrhundert unter dem 1483 erwähnten Pfarrer Friedrich Fuchsschwanz. In dieser Zeit entstanden der gewölbte Chor, der Kirchturm, die Mauer um den Kirchhof und der dem heiligen Sebastian geweihte Sebastiansaltar. Das Langhaus wurde 1499 beendet. Letzteres wurde durch eine Jahreszahl an der ehemaligen Flachdecke im Langhaus überliefert, die 1727 ersetzt werden musste. Der erste, nicht mehr vorhandene, Hochaltar wurde 1503 gefertigt. Von diesem existieren noch drei Figuren: die Muttergottesfigur am bestehenden Hochaltar, die Figur der Anna selbdritt in Steinekirch und die Figur der heiligen Barbara in Oberneufnach. 1590 befanden sich insgesamt vier Altäre in der Kirche, zwei Marienaltäre und ein Apostel- und Sebastiansaltar. Der Visitationsbericht von 1607 erwähnt Malereien in der Kirche, ein weiterer Visitationsbericht von 1675 zwei neu errichtete, prächtige Altäre.
Eine Barockisierung der Kirche erfolgte gegen Ende des 17. und Anfang des 18. Jahrhunderts unter den Pfarrern Simon Vetter (1688–1727) und Joseph Bez († 1736). Simon Vetter ließ mit eigenen Mitteln 1696 eine neue Kanzel einbauen, sowie 1698 Entwürfe für einen neuen Hochaltar durch den Kunstschreiner Johann Hörmann aus Mindelheim anfertigen und den Chor stuckieren. Drei neue Altäre wurden 1713 oder 1714 geweiht und im Jahr davor, 1712, eine neue Orgel eingebaut. Der Maurermeister und Stuckator Michael Stiller aus Ettringen baute in den Jahren 1727 bis 1730 das Langhaus um. Während dieses Umbaus wurde das Langhaus nach Westen hin verlängert. Der bis dahin mit einem Satteldach gedeckte Kirchturm wurde 1825 mit einem Zeltdach ausgestattet.
Im Zuge einer umfassenden Renovierung um 1870 wurden der Stuck und die Fresken entfernt und die Kirche neuromanisch eingerichtet. So wurde 1869 ein neuer Hochaltar und eine neue Kanzel, 1880 und 1886 neue Seitenaltäre, sowie Chor- und Beichtstühle aufgestellt. Bei der späteren Restaurierung 1902 wurde in der Gewölbezone der Stuck anhand alter Reste wiederhergestellt und neue Fresken geschaffen. Eine weitere Renovierung fand 1950 statt. Der aktuelle Hochaltar stammt von 1953.

## Baubeschreibung

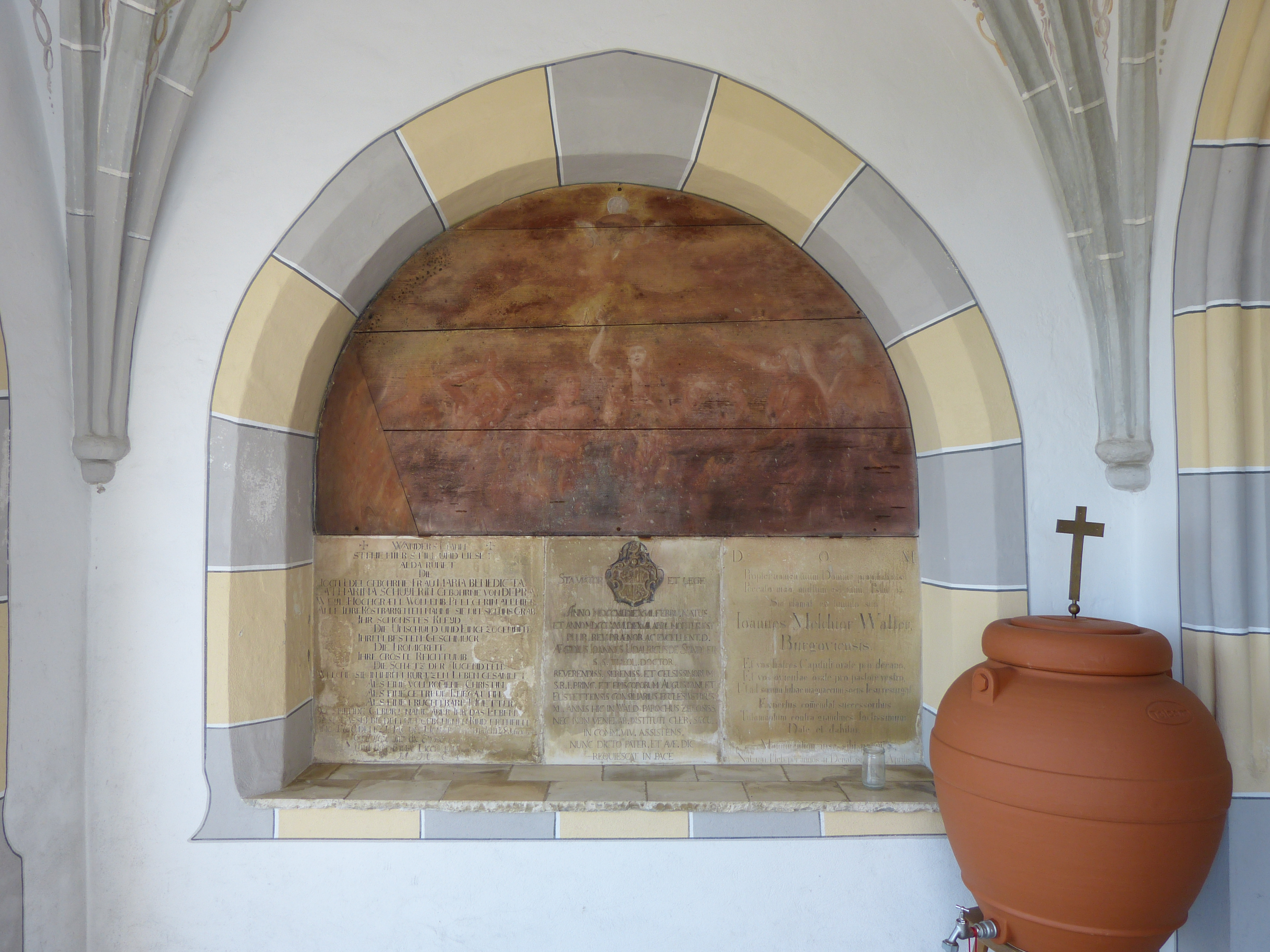
Vorzeichen mit Holztafel mit den Armen Seelen und darunter drei Grabplatten

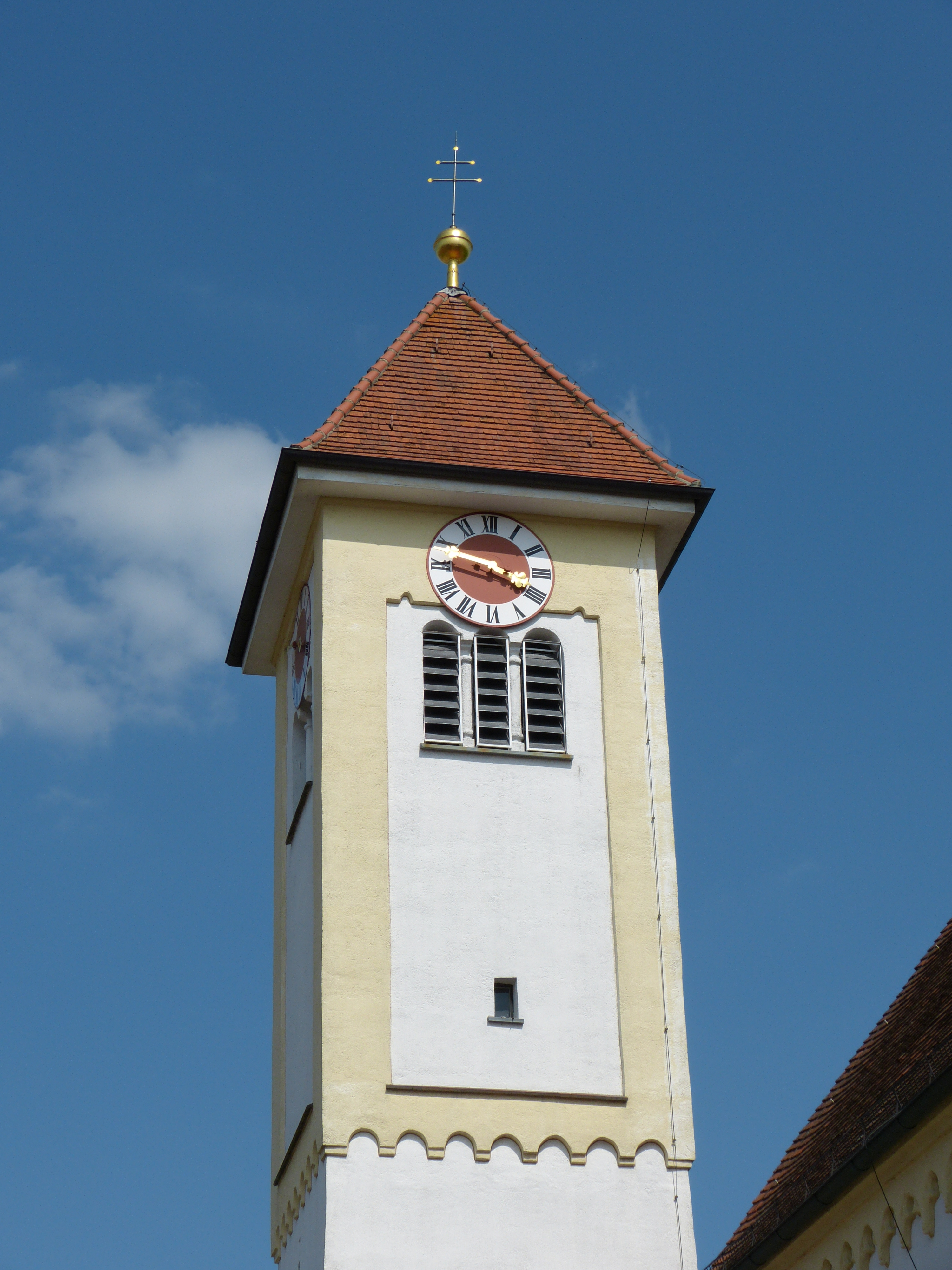
Oberteil des Kirchturmes mit Klangarkaden und Zeltdach

Die Kirche besitzt einen eingezogenen, dreiseitig geschlossenen Chor mit drei Jochen. Innen ist eine gotische Stichkappentonne vorhanden, deren Rippen abgeschlagen sind. Korinthische Pilaster, auf flachen Vorlagen mit verkröpftem, dreiteiligen Gebälkstücken gliedern die Wände des Chores. In den Ecken befinden sich halbe, in den Schlussecken des Chores geknickte und an der Scheitelachse keine Pilaster. Die rundbogigen Fenster im Chor und Langhaus sind hochsitzend und eingezogen. Am Chorschluss befindet sich ein vermauertes Stichbogenfenster, die Nordwand besitzt in den beiden Achsen keine Fenster, ebenso enthält nur eine Achse der Südwand ein Fenster. Zu beiden Seiten, unmittelbar am Chorbogen, sind Korbbogentüren eingesetzt, deren nördliche in den Kirchturm und die südliche in die Sakristei führt. Die beiden Türen besitzen prachtvoll geschnitzte Türflügel aus der Zeit um circa 1720. Oberhalb der Türen befinden sich auf beiden Seiten vorkragende Oratoriumsbalkone. Die Unterseite der Balkone ist konsolenartig und flach geschweift, die Brüstung ist stuckiert und gefeldert. Zwischen Chor und Langhaus befindet sich der ursprünglich spitzbogige und jetzt parabelförmig geformte einspringende Chorbogen. Am Kämpfer des Chorbogens ist ein stuckiertes Kranzgesims, wie auch an den Pilastern im Chor, angebracht. Das Langhaus der Kirche besteht aus einem Saal mit vier Jochen und einer kurzen, flachgedeckten Verlängerung im Westen. Die Decke das Langhauses ist eine korbbogige Stichkappentonne. Im Langhaus werden die Wände, ähnlich dem Chor, durch korinthische Pilasterpaare auf Vorlagen mit verkröpftem, dreiteiligen Gebälk gegliedert. In der Westachse des Langhauses sind zwei tiefe Emporen angebracht. Die untere Empore ruht auf vier korinthischen, neubarocken, Holzsäulen. Die Brüstung der unteren Empore ist im Mittelteil mittels konkaver Kehlen vorspringend. Im Vergleich zur unteren Empore ist die obere leicht zurückgesetzt und besitzt eine gerade Brüstung.
An der Chorfassade sind kräftige, auf ⅔ Höhe abgetreppte, Strebepfeiler angebracht um die der Sockel, sowie ein Gesims unterhalb der Fenstersohlen verläuft. Die Oberteile der Strebepfeiler sind keilförmig zugespitzt und werden über vorkragende Profile wieder in ein Rechteck überführt, darüber ein Pultdach. Unterhalb des Traufgesimses verläuft am Chor und am Langhaus ein Dreipaßbogenfries. Die Umrisse der gotischen und später vermauerten Spitzbogenfenster sind an der Südseite des Langhauses noch zu erkennen. Vor dem gefasten Südportal befindet sich das spätgotische Vorzeichen. Das nach Osten und Süden hin durch eine Spitzbogenarkade geöffnete Vorzeichen ist mit einem Satteldach gedeckt. Im Inneren des Vorzeichens befindet sich ein asymmetrisches Sternrippengewölbe auf Profilkonsolen. Drei Grabplatten sind im unteren Bereich der Südwand eingelassen. Darüber ist eine Holztafel mit gemalten Armen Seelen, vermutlich aus dem 18. Jahrhundert, aufgesetzt. Der quadratische Kirchturm befindet sich im nördlichen Chorwinkel. Das Erdgeschoss des Kirchturms besitzt ein Kreuzgratgewölbe, sowie an der Ostseite ein Stichbogenfenster und an der Südseite eine Rechtecktür mit klassizistischem Schnitzdekor aus der Zeit um 1800. Die vier darüberliegenden Geschosse besitzen Schlüsselscharten. Darauf setzt das zweigeschossige Oberteil über einem Rundbogenfries auf. Im oberen Bereich davon befinden sich durch kleine Säulen getrennte dreiteilige Klangarkaden. Im 18. Jahrhundert wurde die Sakristei im südlichen Chorwinkel errichtet. Diese ist zweigeschossig und mit einem Pultdach gedeckt. Im Erdgeschoss der Sakristei ist ein Kreuzgratgewölbe vorhanden. Eine Ölbergkapelle ist an der Westseite der Sakristei angebaut. In einer Stichbogennische ist darin eine neugotische Figurengruppe des Ölbergs zu sehen.

## Ausstattung

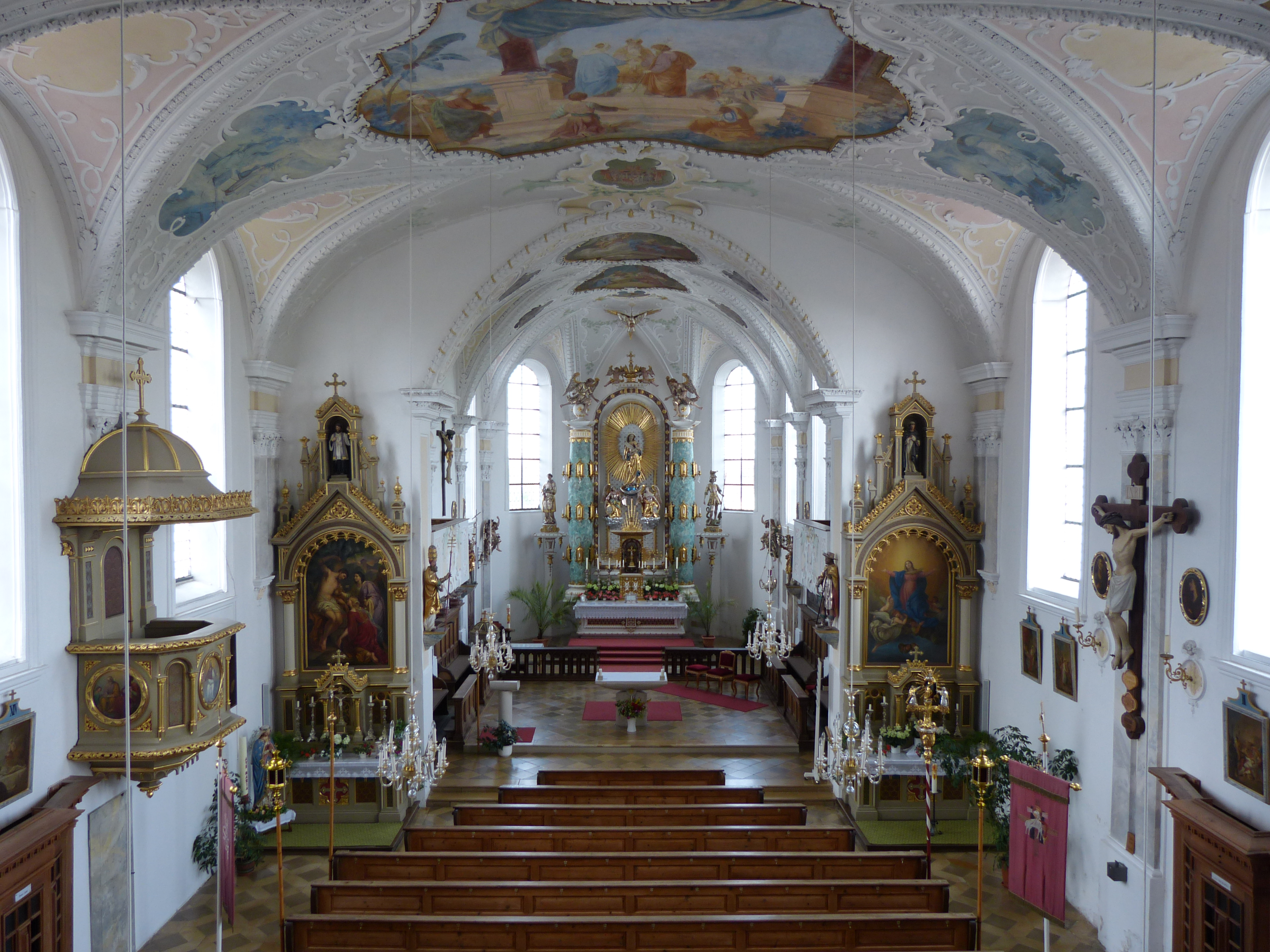
Innenansicht von Mariä Himmelfahrt

### Stuck
Der Stuck im Chor stammt von Michael Stiller und wurde um die Zeit 1725 bis 1727 geschaffen. Der Stuck umfasst die korinthisierenden Pilasterkapitelle und die Akanthusblatt- und Perlstäbe an den Gebälkstücken. Letztere finden sich ebenfalls am Kämpfer des Chorbogens. Um die Fenster im Chor verlaufen reiche Profilrahmen. Die Schildbogen und Stichkappengrate besitzen Profile und Blattstäbe. Die weiteren Stuckarbeiten im Chor wurden im 19. Jahrhundert beseitigt. Im Langhaus befindet sich ebenfalls Stuck, welcher der Art und dem Stil im Chor folgt. Dieser Stuck ist neubarock und wurde 1902 geschaffen.

### Fresken
Die Fresken der Kirche stammen von Friedrich Jakob aus München und wurden 1902 geschaffen. Die Chorfresken zeigen östlich die Anbetung der Hirten, im Scheitel ein kleines Medaillon mit dem Lamm Gottes, westlich Mariä Verkündigung. In den Zwickeln seitlich sind Medaillons mit biblischen Gleichnissen in Grisaillemalerei angebracht. Auf der Nordseite von Osten beginnend sind der barmherzige Samariter, der verlorene Sohn und südlich, ebenfalls von Osten beginnend das Gastmahl des reichen Mannes und der arme Lazarus, sowie der Feind wie er Unkraut sät während der Rast der Feldarbeiter zu sehen. Die drei zentralen Fresken an der Langhausdecke zeigen von Osten die Vermählung Mariä und Joseph, Mariä Tempelgang und die Vertreibung aus dem Paradies. In den seitlichen Zwickeln befinden sich Kartuschen mit blauer, ockergelber oder roter Tonmalerei. Auf der nördlichen Seite sind Jesus und die Samariterin am Brunnen, Jesus und der auf dem See wandelnde Petrus sowie die Versuchung Jesu dargestellt. Die gegenüberliegende Seite zeigt das Emmausmahl, Jesus im Seesturm und die Taufe Jesu.

### Hochaltar
Der Bildhauer Hans Miller aus München-Solln fertigte die Entwürfe für den neuen Hochaltar, der 1953 durch den Bildhauer Ignaz Hörmann aus Babenhausen gefertigt wurde. Der aus Holz gefertigte und gefasste Hochaltar ist eine moderne Arbeit die Anklänge an frühklassizistische Motive aufgreift. Die Felder der Stipesverkleidung sind mit Mäander verziert. Darauf erhebt sich der turmartige, vergoldete, Tabernakel. Der obere Teil des Tabernakels besteht aus einer Rundbogennische mit einem gefassten aus Holz gefertigten Baldachin aus dem frühen 18. Jahrhundert. Die Nische enthält ein kleines Tonnengewölbe, welches auf vier gewundenen, von Reben umschlungenen, Säulen aufsetzt. Im Zentrum der Nische ist ein klassizistisches Metallkruzifix mit Schweifsockel aus der Zeit um 1800 aufgestellt. Der weitere Aufbau des Hochaltares besteht aus zwei kräftigen, grün marmorierten, toskanischen Säulen. Beide Säulen sind mit zahlreichen Leuchtern besetzt und tragen auf ihren Spitzen jeweils eine Engelsfigur von 1720/1730. In der großen Rundbogennische zwischen den Säulen ist in einem Strahlenkranz eine gefasste Holzfigur der Muttergottes, auf einer Mondsichel stehend, aufgestellt. Die Figur ist eine Ulmer Arbeit um 1500 und dürfte aus dem Umkreis von Jörg Syrlin dem Jüngeren stammen. Die beiden knienden Engel zu Füßen der Muttergottes stammen aus der Mitte des 18. Jahrhunderts. Oberhalb des Rundbogens ist eine Krone, von zwei sitzenden Putten flankiert, angebracht. Die Putten wurden um 1720/1730 geschaffen. Darüber, an der Decke des Chores angebracht, ist eine Heilig-Geist-Taube befestigt. Neben den beiden kräftigen Säulen sind auf Konsolen die gefassten Figuren der heiligen Stephanus (links) und Georg (rechts) von 1720/1730 aufgestellt.

### Seitenaltar

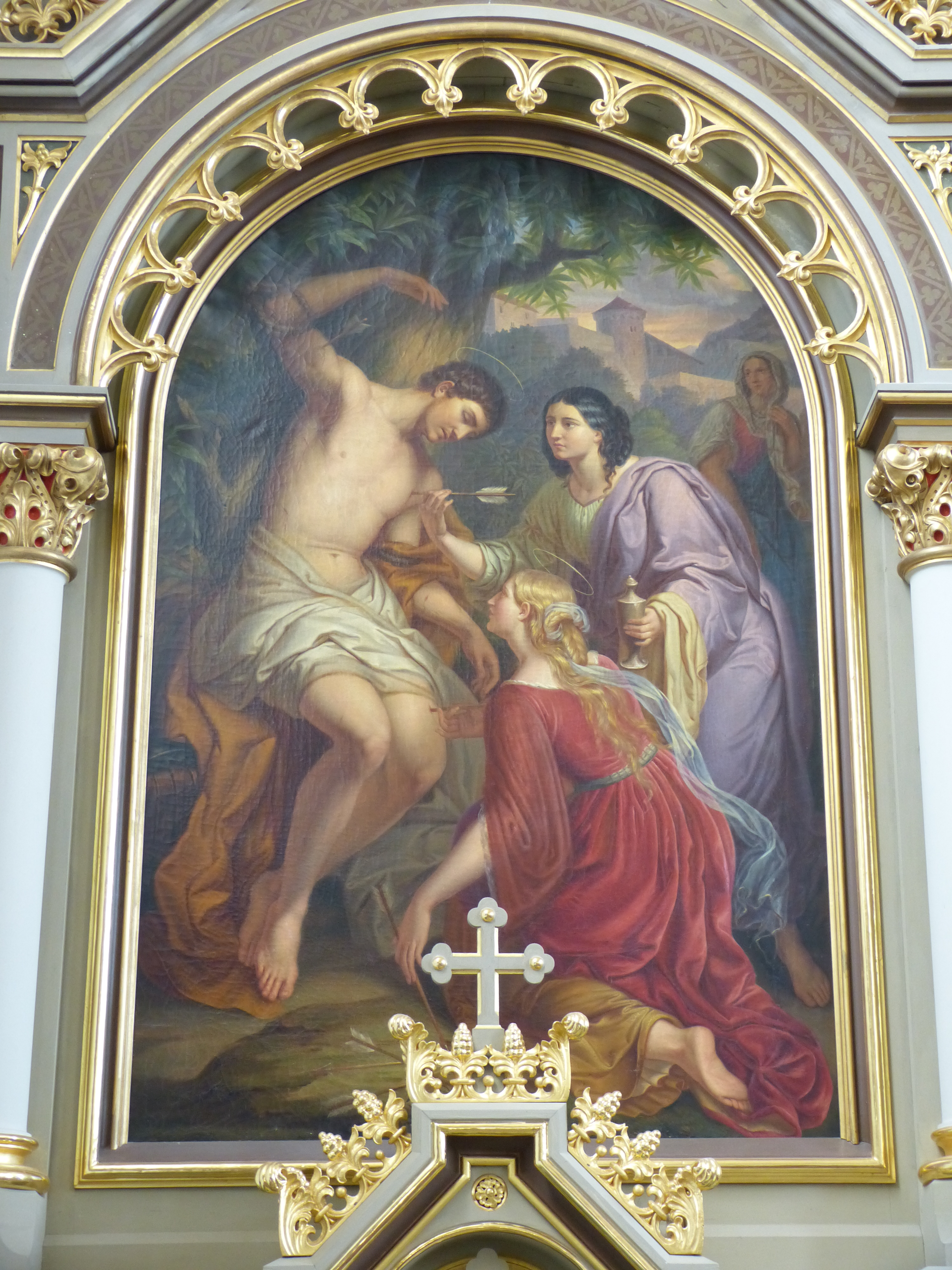
Gemälde von Ferdinand Wanger im nördlichen Seitenaltar. Abnahme des Leichnams des heiligen Sebastians.

Die beiden neuromanischen Seitenaltäre sind vor dem Chorbogen aufgestellt. Sie bestehen aus zweisäuligen Ädikulä und wurden um 1880/1886 gefertigt. Beide Gemälde in den Rundbogennischen stammen von Ferdinand Wagner aus Schwabmünchen von 1843. Das Gemälde im nördlichen Seitenaltar stellt den heiligen Sebastian dar, wie dessen Leichnam von zwei jungen Frauen vom Baumstamm gelöst wird. Der südliche Seitenaltar zeigt in seinem Gemälde Mariä Himmelfahrt, eine Kopie nach Guido Reni.

### Kanzel
1880/1886 wurde die neuromanische Kanzel mit barockisierendem Einschlag geschaffen. Der Korpus der Kanzel besitzt drei kreisrunde Gemälde auf Holz. Diese zeigen Jesus Christus, sowie zwei der vier Evangelisten.

### Gestühl
Hans Miller aus München schuf 1953 die beiden modernen Beichtstühle mit ihren barocken Anklängen. Das Laiengestühl ist erneuert. Die Schweifwangen des Laiengestühls besitzen Akanthusschnitzereien aus dem ersten Viertel des 18. Jahrhunderts. An einer der vorderen Bänke ist der Opferstock mit Balusterfuß aus dem 18. Jahrhundert angebracht. Das Chorgestühl, die Kommunionbank und der Taufstein sind neuromanisch.

### Prozessionsstangen
Um 1700 wurde die Prozessionsstange der Rosenkranzbruderschaft gefertigt. Die Stange trägt einen akanthusbesetzten, kelchförmigen Aufbau. Auf diesem Aufbau ist eine dreiarmige Akanthuskonsole mit gefassten Holzfiguren aufgesetzt. Die Figuren stellen in der Mitte Maria, umgeben von den heiligen Dominikus und Katharina von Siena dar. Neben dieser Prozessionsstange befinden sich noch weitere 18 Bruderschaftsstangen aus dem 18. Jahrhundert in der Kirche. Die Bruderschaftsstangen sind mit strahlenumgebenen und bemalten Metallschildern bekrönt. Auf der Vorderseite zeigen die Malereien der Metallschilder die Rosenkranzgeheimnisse und auf der Rückseite das Marienmonogramm.

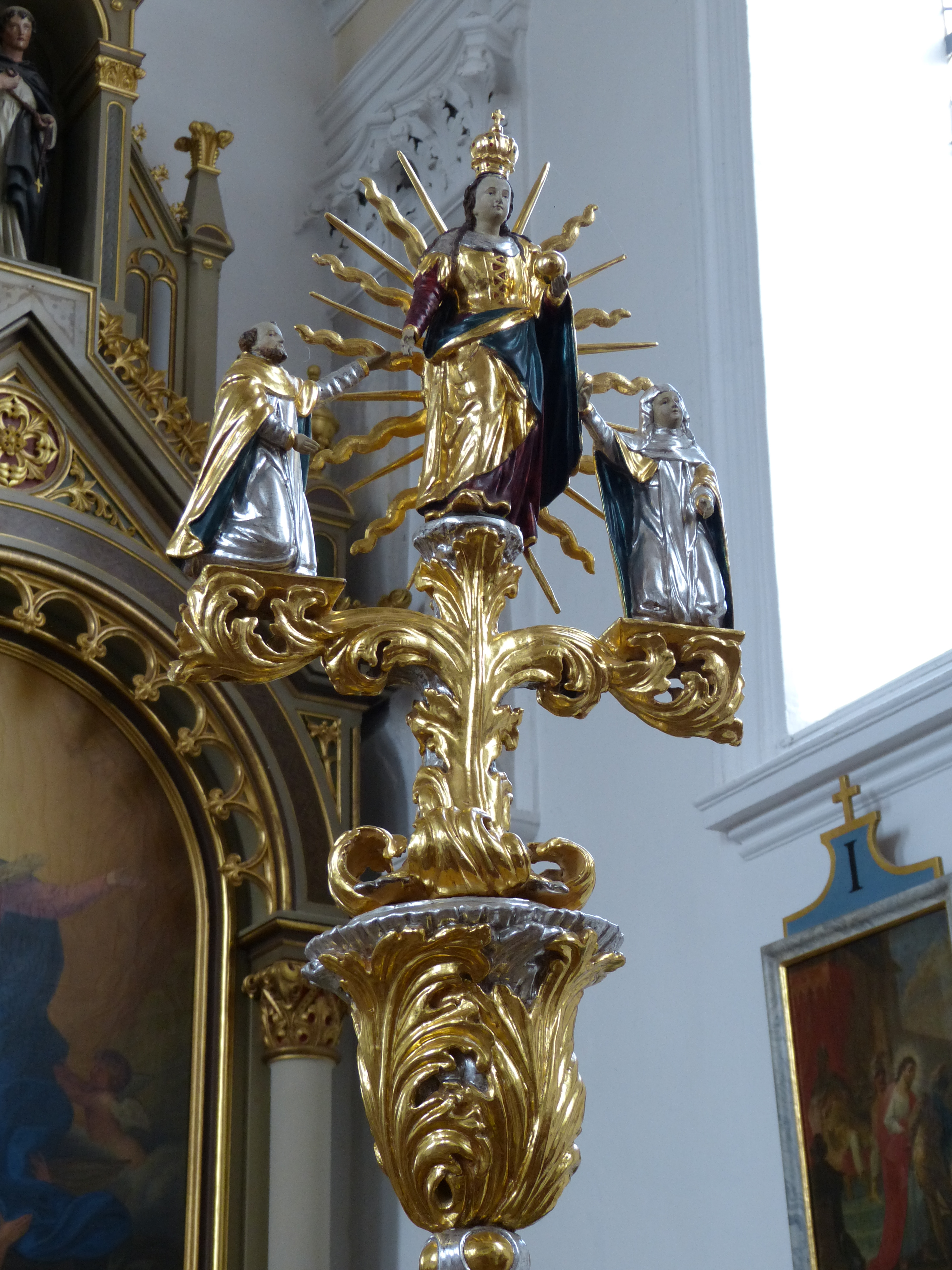
Prozessionsstange, circa 1700. Die Figuren von links nach rechts: Dominikus, Maria, Katharina von Siena.
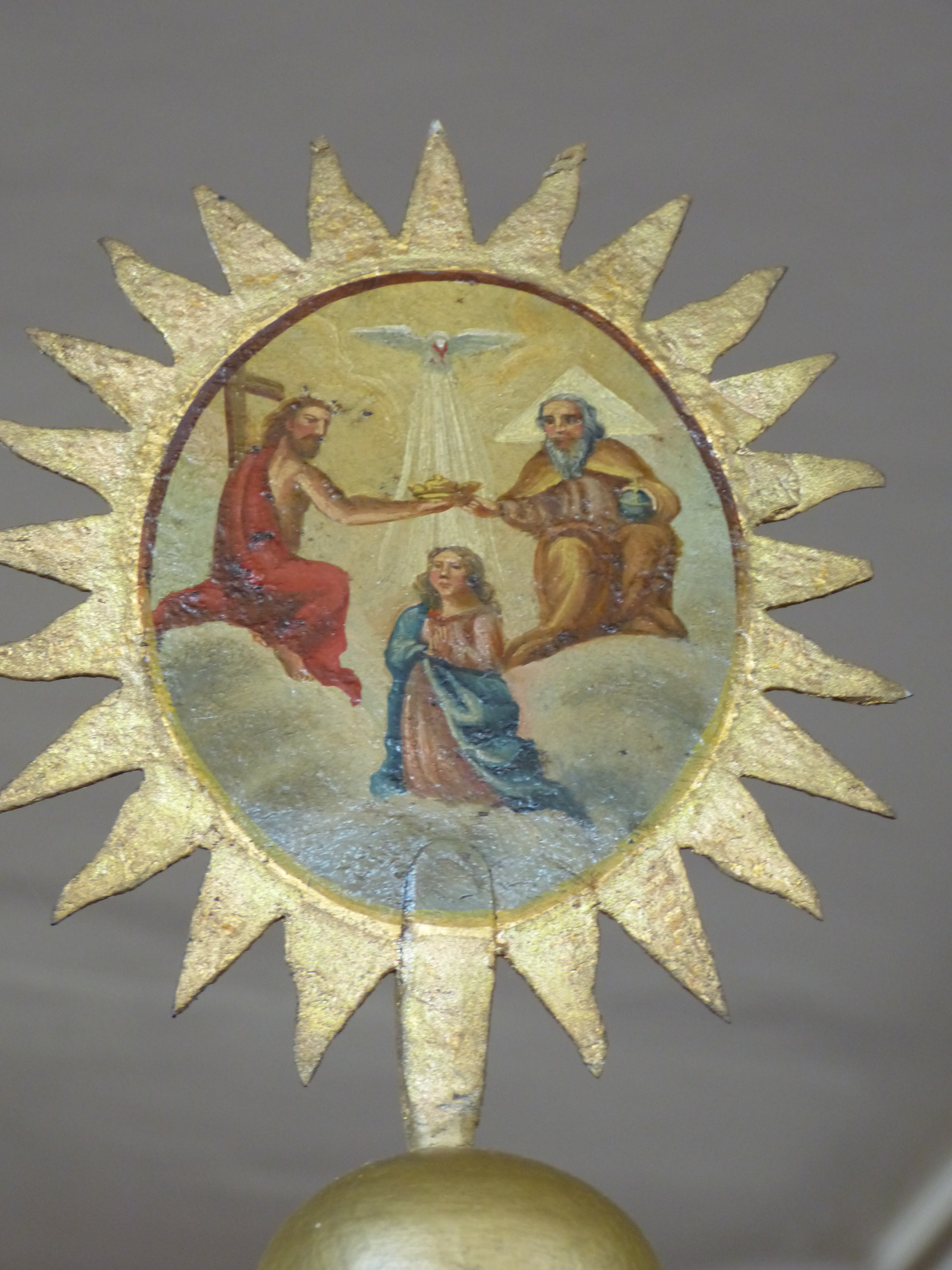
Detail einer Bruderschaftsstange, 18. Jahrhundert. Das Rosenkranzgeheimnis Jesus, der dich, o Jungfrau, im Himmel gekrönt hat. (Offb 12,1 EU) wird dargestellt.
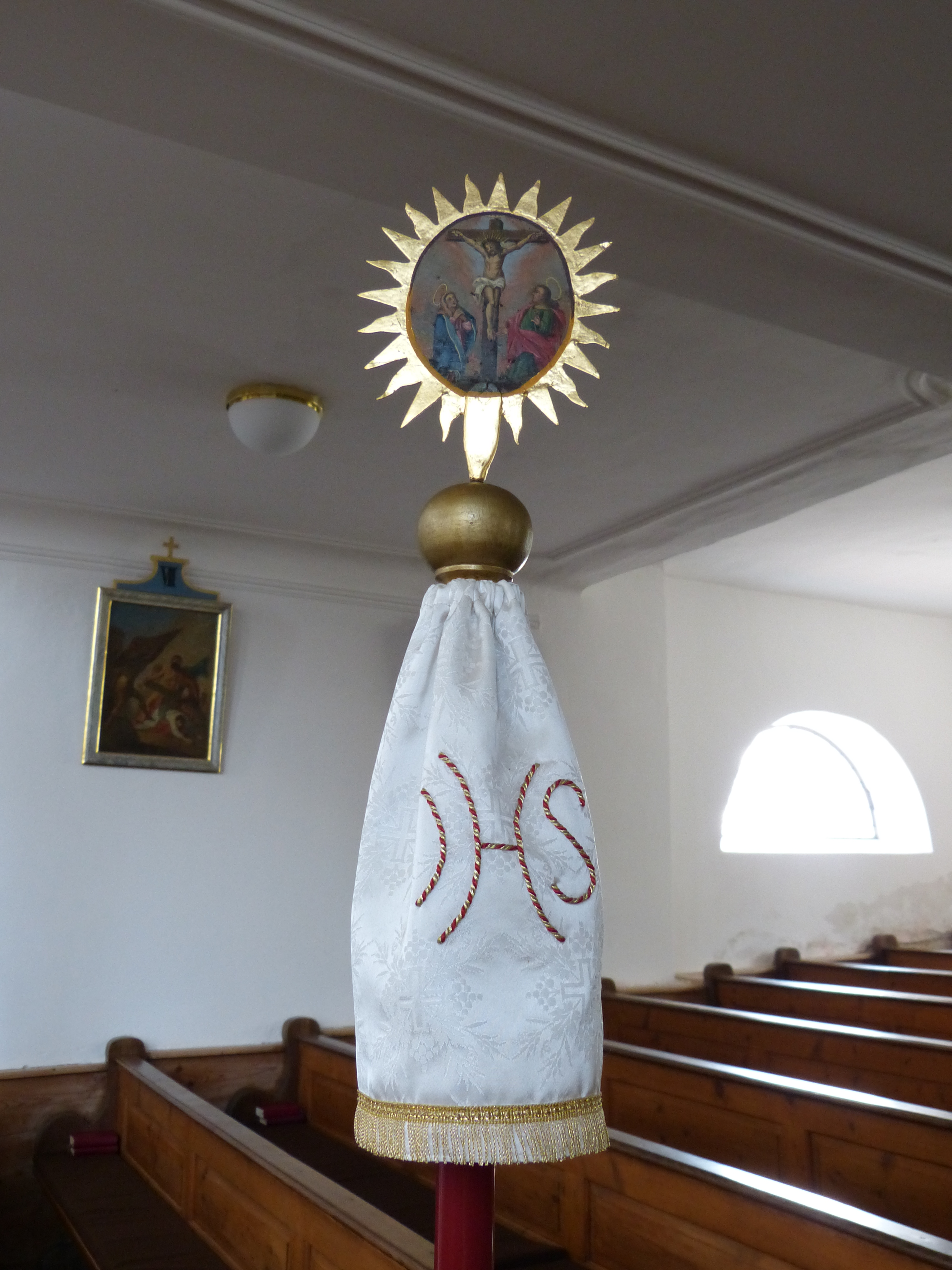
Bruderschaftsstange mit dem Rosenkranzgeheimnis Jesus, der für uns gekreuzigt worden ist. (Joh 19,18 EU)

### Holzfiguren
Mehrere gefasste Holzfiguren sind in der Kirche aufgestellt. An der Nordwand des Chores befindet sich ein Kruzifix von 1520/1530. Darunter ist eine Pietà auf einer breiten Neurokoko-Konsole aus dem mittleren 18. Jahrhundert aufgestellt. Auf den Rücklehnen des Chorgestühls sind vier Halbfiguren aus der Mitte des 18. Jahrhunderts aufgestellt. Nördlich sind Jesus und ein Prophet mit aufgeschlagenem Buch dargestellt. Südlich sind zwei weitere Propheten mit aufgeschlagenen Büchern dargestellt. Letztere dürften etwas jüngeren Datums sein, als die beiden zuerst Genannten. Das Vortragekruzifix stammt aus dem zweiten Viertel des 18. Jahrhunderts. Das Missionskreuz, sowie das Prager Jesukind und das Vortragekreuz stammen aus dem 19. Jahrhundert.

### Gemälde

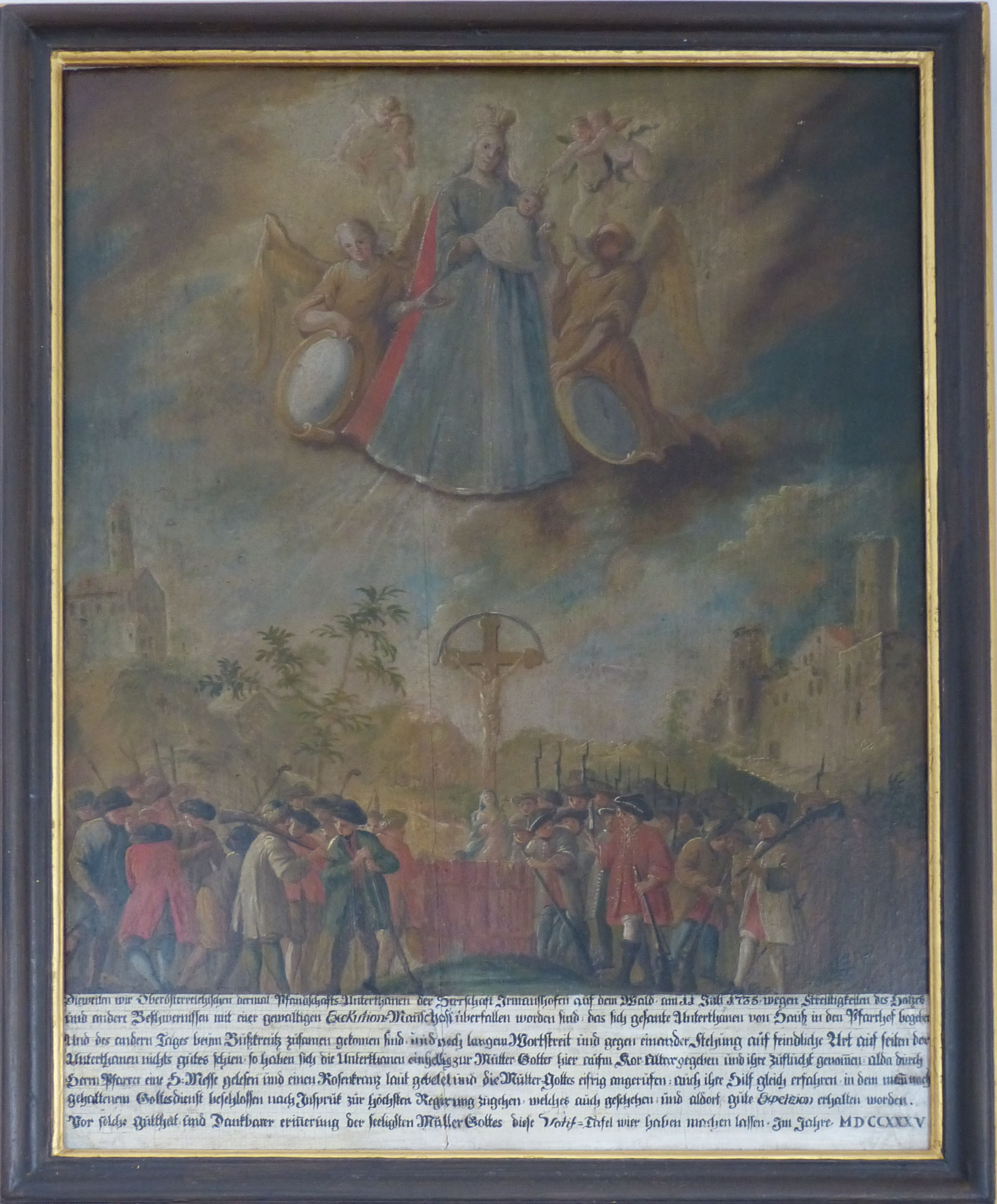
Votivbild von 1735

In ovalen Schnitzrahmen ist ein Apostelzyklus mit Halbfiguren dargestellt, der aus der ersten Hälfte des 18. Jahrhunderts stammt. Die 14 Kreuzwegstationen wurden um 1770/1780 geschaffen. Die Inschrift Restauriert im M. Juni 1871 von Lamminet Josef pinxit auf der Rückseite der 13. Kreuzwegstation erinnert an die Restaurierung. Unterhalb der Empore, an der Nordwand, befindet sich ein großes Votivbild aus Öl auf Holz von 1735. Es trägt eine lange Inschrift: Dieweilen wir Oberösterreichischen dermal Pfandschafts-Unterthanen der Herrschaft Irmanshofen auf dem Wald, am 11 Juli 1735, wegen Streittigkeiten des Holzes / und andere Beschwernissen mit einer gewaltigen Exekutions-Mannschaft überfallen worden sind; das sich gesante Unterthanen von Hauß in den Pfarrhof begeb / Und des andern Tages beym Bußkreutz zusamen gekomen sind, und nach langem Wortstreit und gegen einander Stehung auf feindliche Art auf seiten de / Unterthanen nichts gutes schien, so haben sich die Unterthanen einhellig zur Mutter-Gutes hier aufm Kor-Altar begeben und ihre Zuflucht genommen: alda durch / Herrn Pfarrer eine H. Messe gelesen und einen Rosenkranz laut gebetet und die Mutter-Gottes eifrig angerufen: auch ihre Hilf gleich erfahren, in dem mann nac / gehaltenem Gottesdienst beschlossen nach Inspruk zur höchsten Regirung zugehen, welches auch geschehen; und aldort gute Expetizion erhalten worden / Vor solche Gutthat, und Dankbarer erinnerung der seeligsten Mutter Gottes diese Votief-Tafel wier haben machen lassen. Im Jahre MDCCXXX. Auf dem Votivbild stehen sich bewaffnete Bauern auf der linken und Soldaten auf der rechten Seite vor einem Feldkreuz mit Mater Dolorosa gegenüber. Erhöht im Hintergrund links sind Ortschaft und Kirche zu sehen, rechts die Schlossruine. Darüber ist das Gnadenbild von Engeln flankiert zu sehen.

### Grabdenkmäler

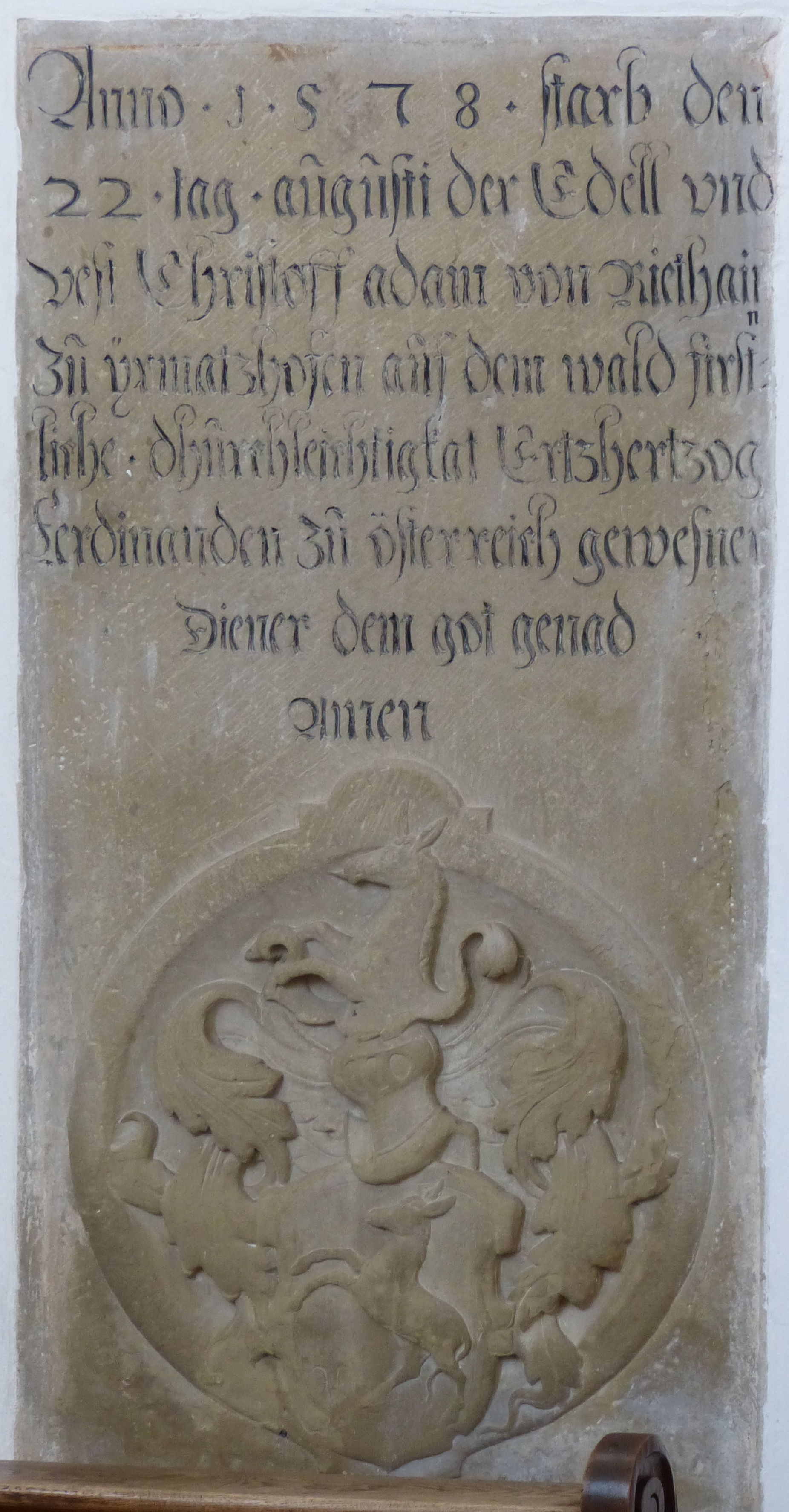
Grabdenkmal für Adam von Riethaim († 1578)

Im Chor der Kirche sind fünf Grabdenkmäler an den Wänden aufgestellt, eines an der Nordseite und vier an der Südseite. Das nördliche Grabdenkmal aus Rotmarmor mit Spruch und Rahmen, sowie einer Inschrift im Oberteil und darunter ein Kreuz mit zwei Wappen in Lorbeerkränzen wurde für Paul Zehendner († 1601) von Zehendtgrueb, dem burgauischen Rat und Pfleger der Herrschaft Irmatzhoven errichtet. Auf der Südseite ist das Grabdenkmal für Anna von Riethaim geborene Riedtherin († 1568) aufgestellt. Die aus Kalkstein gefertigte Platte stellt in einer Relieffigur die Verstorbene dar. Flankiert wird die Figur von vier Ahnenwappen, darüber ist eine kleine Inschriftentafel vorhanden. Rechts daneben ist das Grabdenkmal für Christoff Adam von Riethaim zu Yrmatzhofen auf dem Wald († 1578) aufgestellt. Er war Diener des Erzherzogs Ferdinand von Österreich. Die Platte aus Sandstein zeigt oben eine Inschrift und darunter ein Wappen in einer Kreisblende. Links neben dem Grabdenkmal mit der Relieffigur Anna von Riethaims sind übereinander zwei Denkmäler für die Pfarrer Joseph Bez († 1736), oben, und Simon Vötter († 1727), unten, in die Wand eingesetzt. Beide Platten sind aus Solnhofener Plattenkalk geschaffen und tragen eine Antiqua-Inschrift.
Im Vorzeichen befinden sich drei weitere Grabdenkmäler aus Solnhofener Plattenkalk. So für Maria Benedicta Catharina Schuyerin geborene von Depra, weyl. Hochgräfliche Wöllenburgische Pflegerin († 1760) und die beiden Pfarrer Dr. theol. Aegidius Johannes Ulrich von Spindler († 1776) und Johann Melchior Walter († 1817).

## Orgel

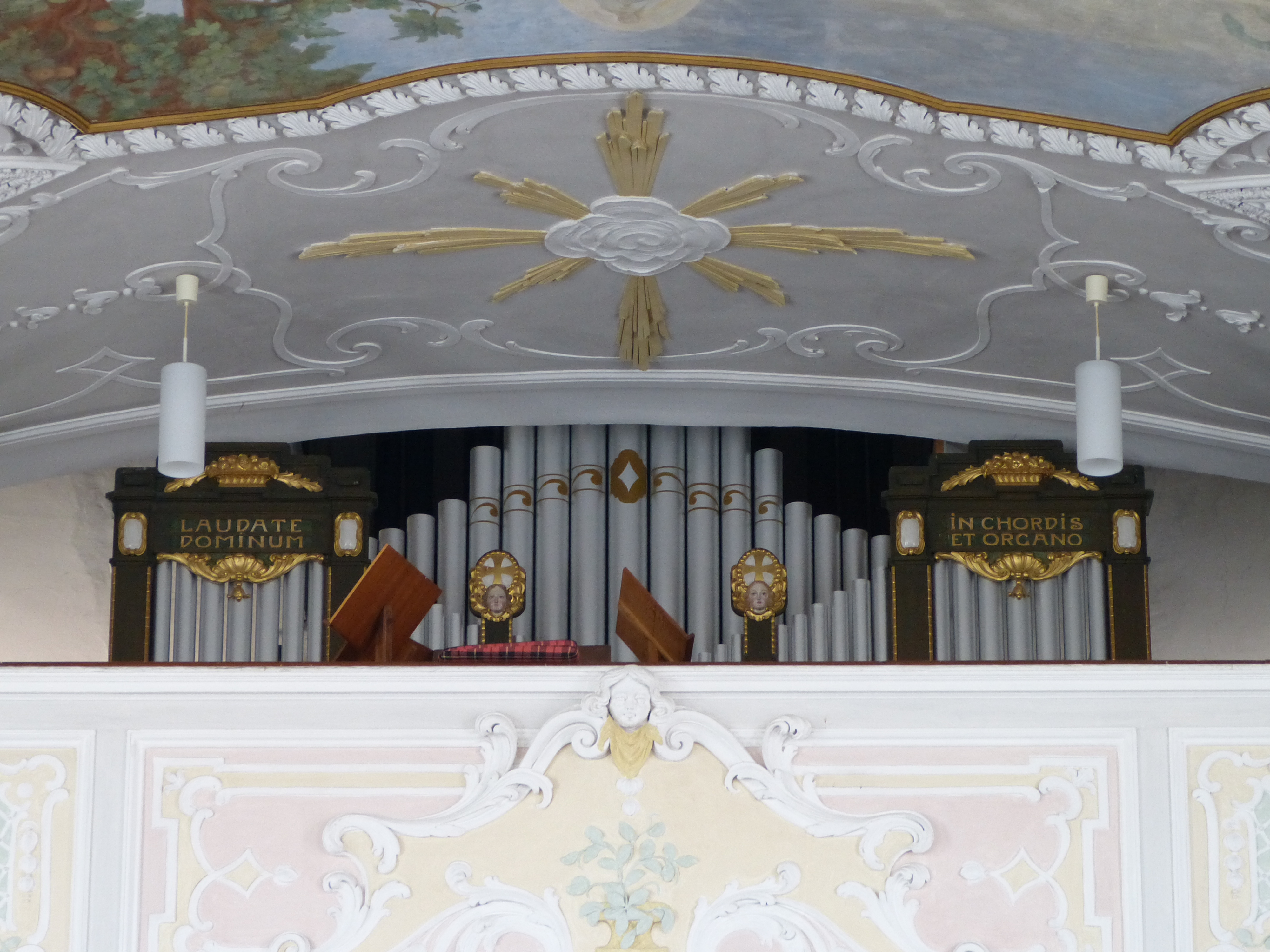
Blick auf die Empore mit der Koulen Orgel von 1914

Im Jahr 1914 wurde vom Orgelbaubetrieb H. Koulen & Sohn die Orgel in Mariä Himmelfahrt gefertigt. Sie besitzt zwei Manuale und 23 orchestrale Register. Die Orgel ist in einem 5-teiligen Orgelprospekt mit einer Kombination aus Jugendstil und freier Pfeifenaufstellung untergebracht.
| I Manual C–g3 |             |       |
| 1.            | Principal   | 8′    |
| 2.            | Octave      | 4′    |
| 3.            | Mixtur      | 2 ⁄3′ |
| 4.            | Bordun      | 16′   |
| 5.            | Dolce       | 8′    |
| 6.            | Gemshorn    | 8′    |
| 7.            | Gamba       | 8′    |
| 8.            | Flaut major | 8′    |
| 9.            | Trompete    | 8'    |

| II Manual |                 |        |
| 10.       | Geigenprincipal | 8′     |
| 11.       | Liebl. Gedeckt  | 8′     |
| 12.       | Salicional      | 8′     |
| 13.       | Vox coelestis   | 8′     |
| 14.       | Traversflöte    | 4′     |
| 15.       | Quintflöte      | 2 ⁄3′  |
| 16.       | Picolo          | 2′     |
| 17.       | Terzflöte       | 1 3⁄5′ |
| 18.       | Oboe            | 8′     |

| Pedal C–d1 |              |     |
| 19.        | Violin       | 16′ |
| 20.        | Subbaß       | 16′ |
| 21.        | Stillgedeckt | 16′ |
| 22.        | Octavbaß     | 8′  |
| 23.        | Posaune      | 16′ |

- Koppeln: II/I, I/P, II/P